# Joel Schumacher
Joel Schumacher, född 29 augusti 1939 i New York, död 22 juni 2020 i New York, var en amerikansk filmregissör, manusförfattare och producent. Schumacher är känd för att ha regisserat filmer som St. Elmo's Fire (1985), The Lost Boys (1987), Dödlig puls (1990), Falling Down (1993), Klienten (1994), Batman Forever (1995), Juryn - A Time to Kill (1996), Batman & Robin (1997), Super 8 (1999), Phone Booth (2002) och Fantomen på Operan (2004).

## Biografi

### Tidiga år
Schumacher föddes i Queens, New York som enda barn till en amerikansk far och en svensk-judisk mor. Hans far avled när han var fyra år och eftersom modern arbetade sex dagar i veckan ägnade han mycket av sin barndom på gatorna, där han i tidig ålder kom i kontakt med alkohol och droger. Han var också sexuellt aktiv i mycket ung ålder.
Joel Schumacher studerade på Fashion Institute of Technology och på Parsons School of Design på stipendiat, varifrån han utexaminerades med hedersbetygelser 1965. Efter examen arbetade han bland annat för företaget Revlon och modedesignern Halston. 

### Vägen mot en filmkarriär
Schumacher började senare arbeta som art director på TV-reklamfilmer för att komma närmare sitt mål att bli filmskapare. På 1970-talet flyttade Schumacher till Hollywood för att arbeta som kostymtecknare på filmen Play It as It Lays (1972). Han fortsatte som kostymtecknare, bland annat på Woody Allens Sjusovaren (1973). Allen var den förste att uppmuntra Schumacher att bli regissör.
Joel Schumacher skrev under samma period filmmanus till Car Wash - när man tvättar bilar och sånt (1976) och The Wiz (1978, baserad på Broadwaymusikalen med samma namn). Han debuterade som även som regissör med två TV-filmer. Under denna period tog han även en Master of Fine Arts vid University of California, Los Angeles.
År 1981 regisserade Schumacher sin första biofilm, Hjälp, jag krymper med Lily Tomlin i huvudrollen. Den blev dock ingen hit bland kritikerna. Enligt Schumacher var den ett dåligt val som första film, då den involverade komplicerade specialeffekter vilket gjorde att enskilda tagningar kunde ta flera timmar i anspråk.

### Genombrott och framgångar
Under 1980-talet regisserade Joel Schumacher två framgångsrika filmer: St. Elmo's Fire (1985), om en grupp unga personer som nyss gått ut college och står inför vägval i livet och vampyrfilmen The Lost Boys (1987).
Under 1990-talet hade Schumacher fortsatta framgångar med filmer som Dödlig puls (1990), Falling Down (1993), Klienten (1994) och Juryn – A Time to Kill (1996). Falling Down (som handlar om en man som tappar konceptet och hamnar på kollisionskurs med alla han möter samt samhället i stort) visade vara en av hans filmer som hade mest framgång med kritikerna.
Schumacher tog över Tim Burtons framgångsrika Batmanfilmserie 1995, med sin största finansiella framgång: Batman Forever, som drog in 300 miljoner dollar. Hans andra film i Batmanserien Batman & Robin (1997) var inte lika framgångsrik och sablades brutalt ner av kritikerna. Schumacher bad senare om ursäkt till alla Batman-fans som kände sig besvikna över filmen. Han sade sig ha lyssnat för mycket på marknadsförare som ville ha en mer barnvänlig film.  Schumacher slog däremot ifrån sig när han fick frågan om han spelat upp Batmans homoerotiska sida, det började talas om detta långt innan han regisserade filmen.

### Senare år
Efter Batman & Robin gjorde Schumacher generellt filmer i mindre skala, bland annat märks thrillern Super 8 (1999) med Nicolas Cage i huvudrollen, det väl emottagna krigsdramat Tigerland (2000) och Phone Booth (2002, de två sistnämnda med Colin Farrell i huvudrollen).
Joel Schumacher hade en talang för att upptäcka skådespelare, till exempel tillskriver både Matthew McConaughey och Colin Farrell honom sina framgångsrika karriärer.
Schumachers sista biofilm blev Trespass (2011), han regisserade även två avsnitt av TV-serien House of Cards 2013. 

### Privatliv
Schumacher missbrukade alkohol och narkotika sedan unga år, men var helt nykter från 1992. Han uppgav i en intervju 2019 (kanske med glimten i ögat) att han hade haft uppemot 20.000 sexuella partners genom åren.
Joel Schumacher avled vid 80 års ålder 2020, efter att året innan diagnosticerats med cancer.

## Filmografi i urval
- 1978 – The Wiz (manus)
- 1981 – Hjälp, jag krymper
- 1983 – D.C. Cab (Street Fleet)
- 1985 – St. Elmo's Fire
- 1987 – The Lost Boys
- 1989 – Cousins
- 1990 – Dödlig puls
- 1991 – Kärlekens val
- 1993 – Falling Down
- 1994 – Klienten
- 1995 – Batman Forever
- 1996 – Juryn – A Time to Kill
- 1997 – Batman & Robin
- 1999 – Super 8
- 1999 – Flawless
- 2000 – Tigerland
- 2002 – Bad Company
- 2002 – Phone Booth
- 2002 – Veronica Guerin - I sanningens tjänst
- 2004 – Fantomen på Operan
- 2007 – The Number 23
- 2010 – Twelve